# Соня Гені
Соня Гені  (норв. Sonja Henie; 8 квітня 1912, Кристіанія, Швеція — 12 жовтня 1969, літак Париж — Осло) — норвезька фігуристка та акторка, олімпійська чемпіонка.
Соня Гені свого часу була зіркою Голлівуду, зокрема знялася у фільмі 1941 року «Серенада сонячної долини».

## Вибрана фільмографія
- 1938 — Моя щаслива зірка
- 1938 — Щасливе приземлення
- 1939 — Друга скрипка / Second Fiddle
- 1939 — Все відбувається вночі
- 1941 — Серенада сонячної долини

## Виступи на Олімпіадах
| Олімпіада                    | Дисципліна       | Місце |
| ---------------------------- | ---------------- | ----- |
| Зимові Олімпійські ігри 1924 | одиночний розряд | 8     |
| Зимові Олімпійські ігри 1928 | одиночний розряд | 1     |
| Зимові Олімпійські ігри 1932 | одиночний розряд | 1     |
| Зимові Олімпійські ігри 1936 | одиночний розряд | 1     |